# Lioudmyla Souproun
Pour les articles homonymes, voir Suprun.
Lioudmyla Pavlivna Souproun (en ukrainien : Людмила Павлівна Супрун), née le 7 janvier 1965 à Zaporijjia est une femme politique ukrainienne, candidate en 2010 à l'élection présidentielle du pays.

## Biographie
Après l'obtention de son diplôme de l'Université d'État de Kiev, Lioudmyla Souproun travaille comme chercheuse à l'université jusqu'en 1992. Elle travaille depuis dans le secteur agricole. 
En 1997, elle est élue femme d'affaires ukrainienne de l'année 1997. 
Lors des élections législatives de 1998, elle est élue dans la 100e circonscription de l'oblast de Kirovohrad, au sein du parti démocratique populaire,. 
En 2002, elle est réélue à la Rada en tant que membre du groupe Pour l'Ukraine unie !. 
En 2010, Liudmyla Suprun est candidate à l'élection présidentielle, en tant que représentante du Parti démocratique populaire. Elle reçoit 0,19 % des voix. 
Elle tente un retour au Parlement lors des élections de 2012 en tant que candidate indépendante, mais elle finit troisième de son district avec 17,1 % des voix. 